# Iago Herrerín
Iago Herrerín Buisán (Bilbao, Vizcaya; 25 de enero de 1988) es un futbolista español que juega de portero en el Sestao River.

## Trayectoria

### Inicios entre Cantabria y Vizcaya
Nacido en el Hospital de Basurto de Bilbao, de padre vigués, creció en Castro-Urdiales (Cantabria) desde los cinco años y en esta ciudad comenzó a formarse deportivamente hasta que en 2002 inició su formación en equipos de Vizcaya. Primero pasó una temporada por la cantera del Sestao River y, posteriormente, otras dos en la cantera del Danok Bat bilbaíno. En 2005 fichó por el juvenil del Athletic Club y, en la temporada siguiente, ascendió al segundo filial del Athletic, el Basconia. En el segundo filial estuvo media temporada, disputando la otra mitad de temporada en el Barakaldo. El club le cedió, en enero de 2007, como parte del traspaso de Unai Alba al Athletic Club. En temporada 2007-2008, promocionó al Bilbao Athletic. En su primera temporada compartió los minutos con Raúl Fernández, con el que ya había coincidido en el Basconia y en el juvenil. Tras la marcha de éste, las siguientes dos temporadas, sería el portero titular del filial llegando a participar en la pretemporada del primer equipo.

### Atlético de Madrid "B"
En 2010 decidió no renovar con el Athletic, ya que el entrenador Joaquín Caparrós no confiaba en él. De hecho, el técnico andaluz apostó por la vuelta de Raúl tras la retirada de Armando para ascender al primer equipo. Finalmente decidió aceptar la oferta que le presentó José María Amorrortu para firmar por el Atlético de Madrid B, donde completó dos temporadas como titular y alguna convocatoria con el primer equipo. Incluso, el 8 de enero de 2011, fue capaz de marcar un gol al Getafe B con un disparo desde su portería.

### Cesión al C. D. Numancia
En julio de 2012 la dirección deportiva del Athletic Club, encabezada por Amorrortu, decidió ofrecerle un contrato de dos temporadas para que regresara después de no haber renovado su anterior contrato con el club madrileño. Sin embargo, inmediatamente salió cedido al CD Numancia dirigido por Pablo Machín, donde fue titular por delante de Biel Ribas. En 2013, con la llegada de Ernesto Valverde, se incorporó definitivamente al Athletic y fue Raúl el que se marchó al club soriano.

### Athletic Club
El 23 de agosto de 2013, con Iraizoz lesionado, debutó como portero del Athletic Club en un triunfo contra Osasuna (2-0). El partido se jugó en Anoeta porque el nuevo estadio de San Mamés no estaba disponible. También fue titular en el primer partido del nuevo estadio de San Mamés, disputado el 16 de septiembre, ante el Celta de Vigo (3-2). En su primera temporada, Ernesto Valverde apostó por darle la titularidad en Copa y optó por Iraizoz para la Liga. En su segunda temporada, además de en Copa, fue elegido para jugar la Liga Europa. El 30 de mayo jugó la final de Copa del Rey. A pesar de rendir a gran nivel, su primera final acabó con derrota por 3-1 ante el FC Barcelona. Su actuación en semifinales, ante el RCD Espanyol, fue decisiva para llegar a la final. El 17 de agosto consiguió su primer título, aunque no disputó ninguno de los dos partidos. El Athletic se impuso por 5-1 al FC Barcelona en la final de la Supercopa de España. Finalizó la temporada 2015-16 disputando 24 partidos, 16 de ellos de Liga Europa. Fue uno de los mejores jugadores del equipo durante toda la competición europea. En los octavos de final, ante el Valencia, realizó una intervención decisiva a Paco Alcácer en los minutos finales. En cuartos de final, ante el Sevilla, fue elegido en el once ideal de la jornada, aunque no pudo detener ningún lanzamiento en la tanda de penaltis. En la temporada 2016-17, la competencia aumentó con la llegada de Kepa Arrizabalaga. Finalmente, fue elegido como titular en la Liga Europa.

### Cesión al C. D. Leganés
El 30 de noviembre se anunció su cesión al CD Leganés, en sustitución del lesionado Serantes. El 3 de diciembre debutó, en Butarque, con un empate a cero ante el Villarreal. El 18 de diciembre sufrió su primera expulsión como profesional, ante la SD Eibar, al impactar con Takashi Inui en un lance del juego. El 4 de febrero detuvo, después de un lanzamiento de Antoine Griezmann, su primer penalti en Primera División. En los seis meses que permaneció en el conjunto madrileño fue titular indiscutible, por delante de Nereo Champagne y Alberto Brignoli, siendo importante para obtener la permanencia.

### Vuelta al Athletic Club
Con la llegada de Ziganda al banquillo, fue elegido para ser titular en la Liga Europa 2017-18, donde cuajó buenas actuaciones. El 16 de diciembre jugó su primer derbi vasco ante la Real Sociedad debido a la lesión de Kepa. El 10 de enero se anunció su renovación hasta 2021, en gran parte, debido a las grandes actuaciones que estaba firmando en Liga y Liga Europa. El 19 de enero detuvo su primer penalti con el equipo vasco, tras un lanzamiento de Jorge Molina en el Coliseum Alfonso Pérez.
Un día después de la marcha de Kepa al Chelsea, el 9 de agosto, sufrió una lesión muscular en su brazo derecho que le impidió participar en los primeros dos meses de competición. El 21 de octubre regresó a la alineación tras recuperarse de la lesión, siendo determinante en el empate a domicilio ante la SD Eibar (1-1). Tras la destitución de Berizzo un mes después, Garitano le mantuvo en el once por delante de Unai Simón. El 7 de enero de 2019 firmó una asistencia de gol, que culminó Iñaki Williams, para dar el triunfo al equipo por 1 a 2 en Balaídos. El 3 de marzo, Rodrigo puso fin a la racha de 363 minutos que llevaba sin encajar gol. El 16 de marzo disputó su partido número cien como guardameta del equipo bilbaíno en el triunfo ante el Atlético de Madrid (2-0).
El 10 de mayo de 2021 el club comunicó que no renovaría su contrato después de ocho años en la primera plantilla.

### Al-Raed F. C.
El 30 de agosto de 2021 firmó por el Al-Raed FC de la Liga Profesional Saudí al que dirigía Pablo Machín. El 17 de septiembre debutó con el equipo de Buraidá en un derbi frente Al-Taawoun, en el Estadio Rey Abdullah, logrando el triunfo por 3 a 5. En julio de 2022 se marchó del club saudí tras haber disputado trece partidos.

### Valencia C. F.
El 11 de septiembre de 2022 comenzó a entrenar con el Valencia CF, que buscaba un guardameta tras la lesión de Jaume Doménech. Finalmente, el 28 de septiembre, firmó un contrato con el club valenciano hasta final de temporada. El 3 de enero de 2023 debutó ante el CF La Nucía, en Copa del Rey, sustituyendo a Giorgi Mamardashvili en el minuto 77. En junio, tras acabar la temporada, se marchó del club valenciano.

### AEK Larnaca
El 25 de julio de 2023 firmó un contrato de una temporada, ampliable a otra más, con el AEK Larnaca chipriota.

### Sestao River Club
El 19 de agosto de 2024 firmó un contrato de una temporada con el Sestao River Club. El 27 de mayo de 2025 anunció que dejaba el club a pesar del descenso, descartando todavía la retirada.

## Selección nacional
Disputó varios partidos con la selección vasca, así como con el equipo representativo de Vizcaya en el encuentro de despedida del antiguo Estadio de San Mamés, en junio de 2013.
En diciembre de 2012 también fue uno de los encargados de defender la portería en un choque amistoso que enfrentó a un combinado cántabro con la Gimnástica de Torrelavega.

## Clubes
Categorías inferiores
| Club          | País   | Año        |
| ------------- | ------ | ---------- |
| Castro F. C.  | España | Hasta 2002 |
| Sestao River  | España | 2002-2003  |
| Danok Bat     | España | 2003-2005  |
| Athletic Club | España | 2005-2007  |

Profesional
| Club                     | País           | Año       |
| ------------------------ | -------------- | --------- |
| C. D. Basconia           | España         | 2006-2007 |
| Barakaldo C. F. (cedido) | España         | 2007      |
| Bilbao Athletic          | España         | 2007-2010 |
| Atlético de Madrid "B"   | España         | 2010-2012 |
| Athletic Club            | España         | 2012-2021 |
| C. D. Numancia (cedido)  | España         | 2012-2013 |
| C. D. Leganés (cedido)   | España         | 2016-2017 |
| Al-Raed F. C.            | Arabia Saudita | 2021-2022 |
| Valencia C. F.           | España         | 2022-2023 |
| AEK Larnaca              | Chipre         | 2023-2024 |
| Sestao River Club        | España         | 2024-2025 |

## Estadísticas
Actualizado al último partido disputado el 2 de octubre de 2024.
| Club                            | Temporada | División | Liga  | Liga  | Copa  | Copa  | Europa | Europa | Total | Total |
| Club                            | Temporada | División | Part. | Goles | Part. | Goles | Part.  | Goles  | Part. | Goles |
| ------------------------------- | --------- | -------- | ----- | ----- | ----- | ----- | ------ | ------ | ----- | ----- |
| Barakaldo CF · España           | 2006/07   | 2ªB      | 18    | -15   | —     | —     | —      | —      | 18    | -15   |
| Total                           | Total     | Total    | 18    | -15   | —     | —     | —      | —      | 18    | -15   |
| Bilbao Athletic · España        | 2007/08   | 2ªB      | 19    | -25   | —     | —     | —      | —      | 19    | -25   |
| Bilbao Athletic · España        | 2008/09   | 2ªB      | 32    | -37   | —     | —     | —      | —      | 32    | -37   |
| Bilbao Athletic · España        | 2009/10   | 2ªB      | 36    | -38   | —     | —     | —      | —      | 36    | -38   |
| Total                           | Total     | Total    | 87    | -100  | —     | —     | —      | —      | 87    | -100  |
| Atlético de Madrid "B" · España | 2010/11   | 2ªB      | 37    | -43   | —     | —     | —      | —      | 37    | -43   |
| Atlético de Madrid "B" · España | 2011/12   | 2ªB      | 38    | -38   | —     | —     | —      | —      | 38    | -38   |
| Total                           | Total     | Total    | 75    | -81   | —     | —     | —      | —      | 75    | -81   |
| CD Numancia · España            | 2012/13   | 2ª       | 34    | -41   | 0     | 0     | —      | —      | 34    | -41   |
| Total                           | Total     | Total    | 34    | -41   | 0     | 0     | —      | —      | 34    | -41   |
| CD Leganés · España             | 2016/17   | 1ª       | 21    | -25   | 1     | -2    | —      | —      | 22    | -27   |
| Total                           | Total     | Total    | 21    | -25   | 1     | -2    | —      | —      | 22    | -27   |
| Athletic Club · España          | 2013/14   | 1ª       | 6     | -7    | 6     | -5    | —      | —      | 12    | -12   |
| Athletic Club · España          | 2014/15   | 1ª       | 4     | -3    | 9     | -9    | 2      | -5     | 15    | -17   |
| Athletic Club · España          | 2015/16   | 1ª       | 2     | -8    | 6     | -7    | 16     | -17    | 24    | -32   |
| Athletic Club · España          | 2016/17   | 1ª       | 0     | 0     | 0     | 0     | 5      | -10    | 5     | -10   |
| Athletic Club · España          | 2017/18   | 1ª       | 8     | -6    | 1     | -1    | 14     | -15    | 23    | -22   |
| Athletic Club · España          | 2018/19   | 1ª       | 31    | -32   | 0     | 0     | —      | —      | 31    | -32   |
| Athletic Club · España          | 2019/20   | 1ª       | 5     | -9    | 4     | -1    | —      | —      | 9     | -10   |
| Athletic Club · España          | 2020/21   | 1ª       | 0     | 0     | 0     | 0     | —      | —      | 0     | 0     |
| Total                           | Total     | Total    | 56    | -65   | 26    | -23   | 37     | -47    | 119   | -135  |
| Al-Raed S.F.C. Arabia Saudita   | 2021/22   | 1ª       | 13    | -24   | 0     | 0     | —      | —      | 13    | -24   |
| Total                           | Total     | Total    | 13    | -24   | 0     | 0     | —      | —      | 13    | -24   |
| Valencia C.F. · España          | 2022/23   | 1ª       | 0     | 0     | 1     | 0     | —      | —      | 1     | 0     |
| Total                           | Total     | Total    | 0     | 0     | 1     | 0     | —      | —      | 1     | 0     |
| AEK Larnaca Chipre              | 2023/24   | 1ª       | 1     | 0     | 1     | 2     | 0      | 0      | 2     | 2     |
| Total                           | Total     | Total    | 1     | 0     | 1     | 2     | 0      | 0      | 2     | 2     |
| Sestao River · España           | 2024/25   | 1ª Fed.  | 6     | 6     | 0     | 0     | 0      | 0      | 6     | 6     |
| Total                           | Total     | Total    | 6     | 6     | 0     | 0     | 0      | 0      | 6     | 6     |
| Total                           | Total     | Total    | 311   | -357  | 29    | -27   | 37     | -46    | 377   | -431  |

## Palmarés

### Títulos nacionales
| Título              | Club          | País   | Año  |
| ------------------- | ------------- | ------ | ---- |
| Supercopa de España | Athletic Club | España | 2015 |
| Supercopa de España | Athletic Club | España | 2021 |